# Nathan Dawe
Nathan Dawe (Burton upon Trent, Staffordshire, 25 mei 1994) is een Brits house-dj en producer.

## Biografie
Nathan Dawe werd geboren in het Britse stadje Burton upon Trent. Hij draaide in zijn jonge jaren op verjaardagen, schoolfeesten en trouwerijen. Ook plaatste hij mixen op Soundcloud. Hiermee bouwde hij een aanzienlijke populariteit op, en verkocht hij de Londense O₂ Arena uit als eerste dj ooit, zonder radioprogramma of hitsucces. Toen hij begin '20 was begon bij muziek van andere producers te remixen.
Zijn eerste single, getiteld Cheatin', verscheen in 2018. Dawe bereikte hiermee meteen de Britse hitlijsten, maar de plaat bleef steken op een 94e positie. De volgende single Repeat After Me deed niets in de hitparades, maar met Flowers scoorde Dawe in de herfst van 2019 zijn eerste top 20-hit in het Verenigd Koninkrijk. Dit nummer werd ingezongen door de Britse Youtuber KSI. Opvolger Lighter uit de zomer van 2020, met vocalen van KSI en Ella Henderson, overtrof het succes van de voorganger en werd een Britse top 3-hit. Platenlabel Warner Music Group bood Dawe een platencontract aan. In november 2020 scoorde Dawe een bescheiden hit in zijn thuisland met de single No Time for Tears, een samenwerking met Little Mix. De single bereikte in Nederland de Tipparade. Ook opvolger Way Too Long uit 2021, met Anne-Marie en MoStack, werd een hit in Engeland.
In 2022 bracht Dawe 21 Reasons uit, wederom met Ella Henderson. Hiermee wist hij zijn eerste Top 40-hit in Nederland te scoren. Een jaar later scoorde Dawe zijn tweede Nederlandse hit met 0800 Heaven, samen met Joel Corry en Ella Henderson. De twee nummers zijn terug te vinden op Dawe's debuutalbum If Heaven Had a Phone Line, dat in de zomer van 2023 uitkwam. Eind 2023 had Dawe bescheiden succes met de single Heart Still Beating, ingezongen door Bebe Rexha. In juni 2024 werkte Dawe samen met MNEK, waarmee hij het nummer Ten (Get Back Up) uitbracht. De single bleef in Nederland echter steken in de Tipparade.

## Hitlijsten

### Singles
| Single met eventuele hitnotering(en) in de Nederlandse Top 40 | Datum van verschijnen | Datum van binnenkomst | Hoogste positie | Aantal weken | Opmerkingen                     |
| ------------------------------------------------------------- | --------------------- | --------------------- | --------------- | ------------ | ------------------------------- |
| No Time for Tears                                             | 2020                  | 05-12-2020            | tip18           | 5            | met Little Mix                  |
| 21 Reasons                                                    | 2022                  | 23-07-2022            | 25              | 13           | met Ella Henderson              |
| 0800 Heaven                                                   | 2023                  | 10-06-2023            | 4               | 24           | met Joel Corry & Ella Henderson |
| Heart Still Beating                                           | 2023                  | 16-12-2023            | 24              | 10           | met Ella Henderson              |
| Ten (Get Back Up)                                             | 2024                  | 15-06-2024            | tip25           | 5            | met MNEK                        |

| Single met hitnotering(en) in de Vlaamse Ultratop 50 | Datum van verschijnen | Datum van binnenkomst | Hoogste positie | Aantal weken | Opmerkingen                     |
| ---------------------------------------------------- | --------------------- | --------------------- | --------------- | ------------ | ------------------------------- |
| Lighter                                              | 2020                  | 29-08-2020            | tip             | -            | met KSI                         |
| 0800 Heaven                                          | 2023                  | 15-07-2023            | 27              | 8            | met Joel Corry & Ella Henderson |
| Heart Still Beating                                  | 2023                  | 13-01-2024            | 35              | 6            | met Bebe Rexha                  |